# Rue de Lorraine
La rue de Lorraine est une voie du 19e arrondissement de Paris, en France.

## Situation et accès
La rue de Lorraine est une voie publique située dans le 19e arrondissement de Paris. Elle débute au 96, rue de Crimée et se termine au 134 de la même rue.

## Origine du nom

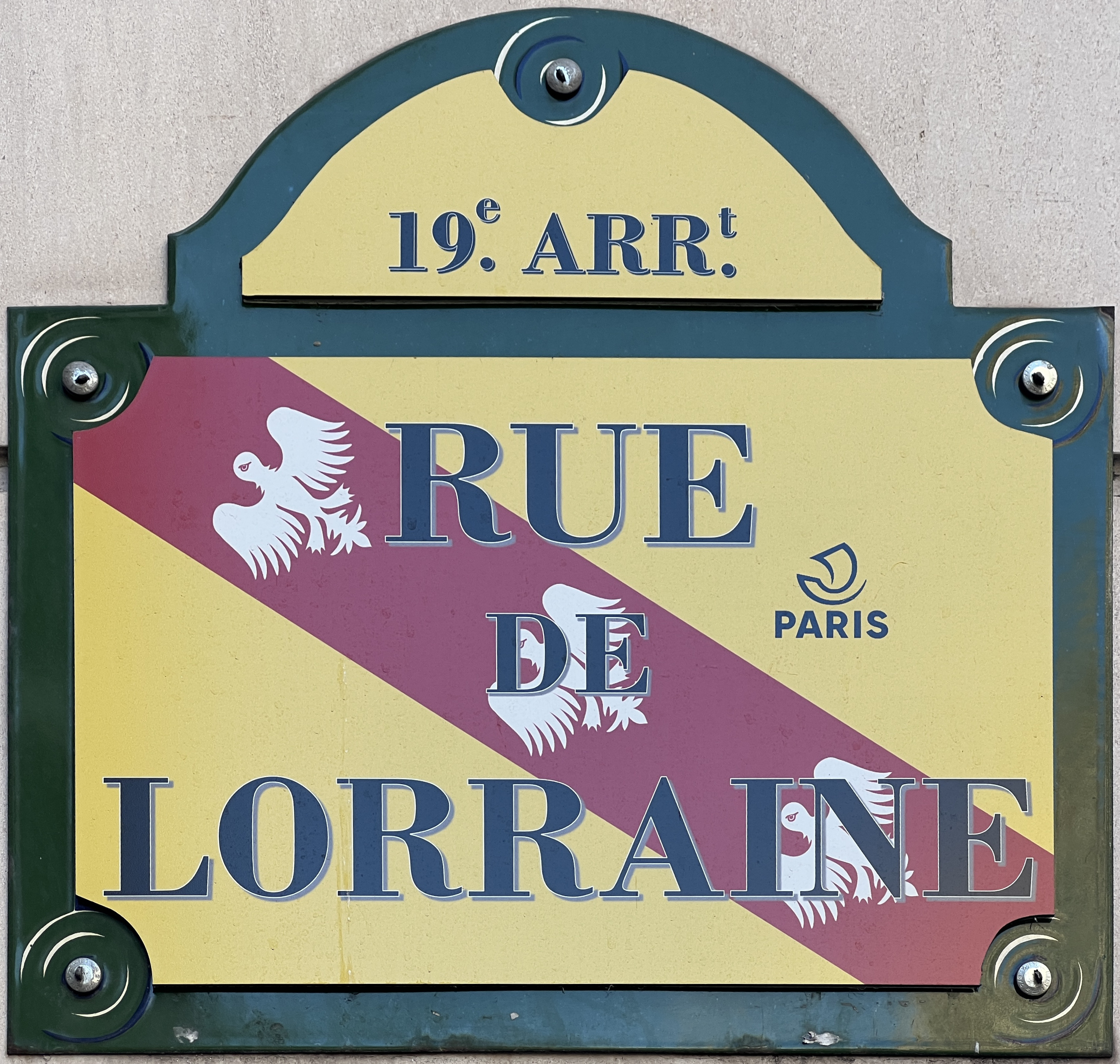
Plaque de la rue avec le drapeau de la région.

Elle porte le nom de la province française, la Lorraine.

## Historique
Cette voie de l'ancienne commune de la Villette, entre la rue Petit et la rue de Crimée est indiquée sur le plan cadastral de 1812 est connue sous les noms de « rue de Metz » et « rue de Nancy ».
Après avoir été classée dans la voirie parisienne par un décret du 23 mai 1863, elle prend sa dénomination actuelle par un arrêté du 20 juillet 1868.

## Bâtiments remarquables et lieux de mémoire
- No 4 : emplacement de la gare de Belleville-Villette[2], sur l'ancienne ligne de Petite Ceinture. Le bâtiment-voyageurs a été détruit dans les années 1980.

- Claude Lévi-Strauss, le célèbre anthropologue et ethnologue français, a habité pendant toute sa vie un logement situé dans la rue, et il s'est intéressé au peintre Claude Gellée, dit « le Lorrain », sur lequel il a écrit[3].

- Le journal Libération avait ses locaux dans la rue jusqu'en 1981[4].